# بيرنت غراي
بيرنت غراي هو سياسي أسترالي، ولد في 21 أغسطس 1884، وتوفي في 27 مايو 1968. نشط حزبياً في Australian Liberal Party (Victoria) ‏. وقد انتخب عضو الجمعية التشريعية  في فيكتوريا ‏.